# Ścięcie św. Jana Chrzciciela
Ścięcie św. Jana Chrzciciela – obraz włoskiego malarza barokowego Caravaggia. Dzieło powstało w 1608 r. i znajduje się w oratorium konkatedry świętego Jana w Valletcie na Malcie. W tym samym miejscu umieszczono także inny obraz artysty: Św. Hieronim piszący.
Znany z awanturniczego charakteru Caravaggio zabił w 1606 r. na Polu Marsowym w Rzymie Rannuccia Tomassino z Terni. Skazany na karę śmierci udał się na tułaczkę trwającą do końca życia, w lipcu 1607 r. znalazł się na Malcie, gdzie został członkiem Zakonu Kawalerów Maltańskich. Artysta liczył zapewne na intratne zamówienia, które wiązały się z przebudową katedry św. Jana, jak również na opiekę i ochronę zakonu.
Obraz zamówił wielki mistrz Alof de Wignacourt, co potwierdza jego herb umieszczony na oryginalnej ramie. Wielkie płótno o powierzchni przekraczającej 15 m² utrzymane jest w ciemnych brązach. Kompozycja jest asymetryczna, pełna dramaturgii scena ścięcia św. Jana rozgrywa się po lewej stronie obrazu. Tłem są ponure mury więzienia, których struktura daje wrażenie przestrzenności. Światło z niewidocznego źródła pada z ukosa, jest ostre i mocno uwydatnia pierwszoplanowe postacie.
Przedstawiona scena jest ilustracją opisanej w Ewangelii Marka śmierci św. Jana Chrzciciela. Powalony na ziemię przez półnagiego oprawcę święty za chwilę zostanie pozbawiony głowy. Być może jest już martwy, jego twarz wyraża spokój i świadomość ofiary. Obok kata stoi brodaty mężczyzna wskazujący prawą ręką na misę trzymaną przez służącą. Jest on wykonawcą polecenia Heroda Antypasa, który za namową Herodiady kazał zgładzić Jana i dostarczyć jego głowę żonie. Pomiędzy służącą z misą i przełożonym kata stoi przerażona, stara kobieta, która obejmuje twarz rękoma. Kompozycję obrazu uzupełniają i zamykają dwie głowy więźniów, którzy przez zakratowane okno przyglądają się scenie. Wymowa obrazu jest przygnębiająca, święty potraktowany jak zarzynane zwierzę z obojętnością przyjmuje nieuchronność losu, którego nic i nikt nie jest w stanie zmienić.
Obraz Ścięcie św. Jana Chrzciciela uważany jest za najlepszą pracę Caravaggio z okresu pobytu na Malcie. Artysta był u szczytu możliwości artystycznych, w mistrzowski sposób posługiwał się światłocieniem, wykorzystywał sprawdzone i dopracowane we wcześniejszych pracach elementy, takie jak twarz zrozpaczonej, starej kobiety, stosował też nowatorskie rozwiązania kompozycyjne. Temat pracy musiał być mu bliski, sam zagrożony karą śmierci mógł również znaleźć się w rękach oprawcy. O wyjątkowości obrazu dla samego autora świadczy podpis umieszczony w niewielkiej plamie krwi obok głowy świętego – f. Michela. Może być interpretowany jako frater Michela, czyli brat zakonny Michela(ngelo), lub facit Michela – wykonał Michela(ngelo). Jest to jedyny obraz podpisany przez artystę.
W oratorium konkatedry, w którym wisiał już obraz Ścięcie św. Jana Chrzciciela, odbyła się ceremonia wydalenia Caravaggia z zakonu joannitów.